# Lasbordes
Lasbordes (okzitanisch: Las Bòrdas) ist eine französische Gemeinde mit 824 Einwohnern (Stand: 1. Januar 2022) im Département Aude in der Region Okzitanien. Sie gehört zum Arrondissement Carcassonne und zum Kanton Le Bassin Chaurien. Die Einwohner werden Lasbordais genannt.

## Lage
Lasbordes liegt etwa 26 Kilometer westnordwestlich von Carcassonne am Fresquel. Im Süden durchquert der Canal du Midi die Gemeinde. Umgeben wird Lasbordes von den Nachbargemeinden Saint-Papoul im Norden, Villespy im Nordosten, Villepinte im Osten und Südosten, Pexiora im Süden sowie Saint-Martin-Lalande im Südwesten.

## Bevölkerungsentwicklung
| Jahr                       | 1962 | 1968 | 1975 | 1982 | 1990 | 1999 | 2006 | 2019 |
| Einwohner                  | 570  | 520  | 539  | 584  | 657  | 689  | 807  | 788  |
| Quellen: Cassini und INSEE |      |      |      |      |      |      |      |      |

## Sehenswürdigkeiten
- Kirche Saint-Christophe, seit 1988/1993 Monument historique

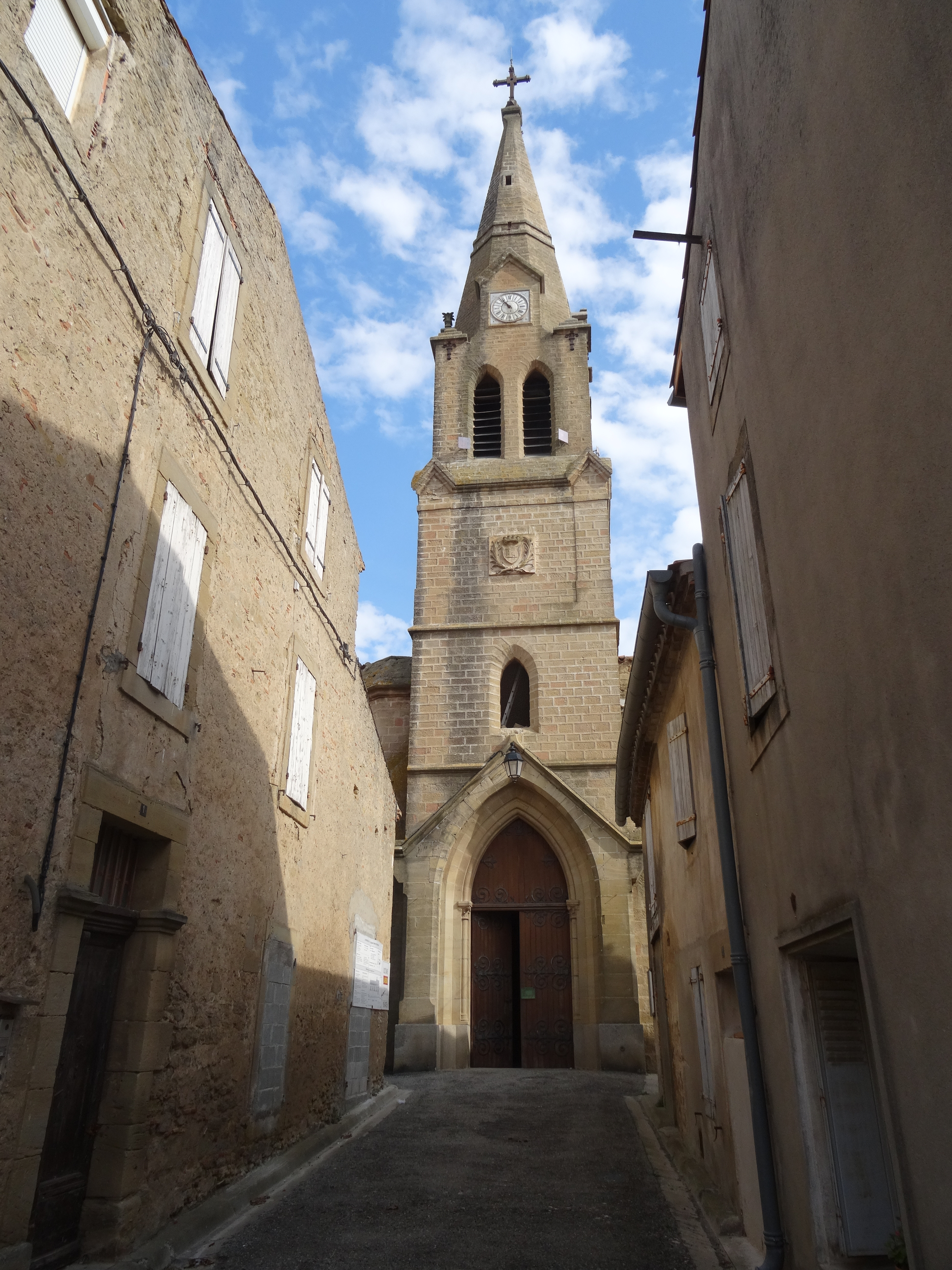
Kirche Saint-Christophe

- Schloss Lasbordes
- Kanalbrücke

## Persönlichkeiten
- Marie Constant Fidèle Henri d’Hautpoul (1780–1854), Feldmarschall